# Церква Миколи Чудотворця (Багаєвська)
 Церква Миколи Чудотворця (Багаївська)  (рос. Церковь Николая Чудотворца) — православний храм у станиці Багаєвська Ростовської області; Шахтинська і Міллеровська єпархія, Багаєвське благочиння.

## Історія
На початку XVIII століття на території станиці існувала дерев'яна каплиця, яка замінена на дерев'яну церкву Миколи Чудотворця. У 1740 році церква занепала і в 1744 році переставлена на нове місце подалі від Дону. Перенесення церкви вкоротило їй життя, і в 1747 році козаки почали будувати новий, дерев'яний храм. Він проіснував понад 30 років. У 1782 році закладена третя церква, освячена 8 жовтня 1783 року. У 1805 році станиця переїхала через річку Дон, на новому місці церква Миколи Чудотворця знову була освячена 23 квітня 1805 року. Після занепаду цієї церкви на її місці побудована цегляна каплиця. Цегляна трипрестольна церква побудована в Багаєвській у 1896 році в центрі станичної площі. Храм був зруйнований і розібраний у 1936—1939 роках.
Сучасна, кам'яна однопрестольна церква будувалася в 2008—2009 роках і освячена в ім'я святителя і чудотворця Миколая, архієпископа Мирлікійського. Знаходиться на території Багаєвського кладовища.
Свято-Микольський храм являє собою кам'яну одноповерхову будівлю. Основне приміщення має великий круглий барабан з багатьма вікнами й закінчується шатровим дахом. На даху встановлено главку золотистого кольору на круглому глухому барабані. По обидва боки храму побудовані двоярусні дзвіниці. Всього на будівлі церкви встановлено чотири главки з ажурними хрестами.
На території храму є одноповерхова службова будівля з червоної цегли. Огорожа — металева на кам'яних стовпах, всередині території розбитий квітник. Центральний вхід церкви прикрашають башточки з невеликими главками з хрестами.
Настоятель Свято-Микольського храму — протоієрей Маштанов Олександр Валентинович.